# Grafo bipartito completo
Nella teoria dei grafi, si definisce grafo bipartito completo un grafo bipartito {\displaystyle \,G=\langle (V_{1};V_{2}),E\rangle }, con {\displaystyle V_{1}} e {\displaystyle V_{2}} ad indicare i sottoinsiemi dei nodi, tale che:
{\displaystyle \forall \;(v_{i},v_{j}):[(v_{i}\in V_{1})\land (v_{j}\in V_{2})]\;\exists \;\{v_{i};v_{j}\}}
È quindi un grafo bipartito in cui esistono tutti gli archi che connettono gli elementi di un insieme a quelli dell'altro, o, come dice la definizione, per ogni coppia di vertici di cui il primo nell'insieme {\displaystyle V_{1}} e il secondo nell'insieme {\displaystyle V_{2}} esiste un arco che abbia inizio nel primo e termine nel secondo.
Questo genere di grafi è utilizzato in alcuni algoritmi, in particolare nella soluzione di problemi di assegnamento.

## Esempi

I grafi stellati S_{3}, S_{4}, S_{5} e S_{6}.

Grafo dei servizi K_{3,3}

- Per ogni k, K1,k è chiamato stella. Tutti i grafi bipartiti completi che sono alberi sono stelle.
- Il grafo K1,3 è chiamato artiglio.
- Il grafo K3,3 è chiamato grafo dei servizi.